# Enzo Carella - I grandi successi originali
Enzo Carella - I grandi successi originali è un album raccolta del cantautore italiano Enzo Carella, pubblicato nel 2004 dalla BMG Ricordi.

## Tracce
CD 1
Testi e musiche di Pasquale Panella e Enzo Carella.
1. Malamore – 3:24
2. Vocazione – 3:39
3. Fosse vero – 4:20
4. Il sud è un'infanzia sudata – 5:22
5. L'anima pagliacciona – 3:21
6. Barbara – 4:04
7. Carmè – 4:50
8. Veleno – 3:20
9. Sentimenti – 2:08
10. Amara – 3:34
11. Stai molto attenta – 4:32
12. Sì, si può – 3:58

CD2
Testi e musiche di Pasquale Panella e Enzo Carella.
1. Sex show – 3:04
2. Mare sopra e sotto – 3:40
3. Sfinge – 3:29
4. Che notte (qui con te) – 2:46
5. Aspetta e S.P.A. – 5:08
6. L'occhio nero – 4:55
7. Pensa se una – 3:46
8. La miseria – 4:52
9. Partire – 4:21
10. Parti nude – 3:27
11. Solo cielo e mare – 5:41
12. Tiempe doce doce – 4:11